# 南京手机报
《南京手机报》，是南京日报报业集团于2006年1月18日创立的数字资讯媒体平台。南京日报集团与南京移动公司共同创办《南京手机报》，是当时江苏地区第一家手机报，该报是彩信版“掌中报”。